# Academy of Saint Martin in the Fields
La Academy of St. Martin in the Fields (ASM, ASMF) es una orquesta de cámara británica con sede en Londres.

## Historia
Neville Marriner fundó el conjunto Academy of St.-Martin-in-the-Fields de Londres como un pequeño grupo de cuerda sin director. El nombre del grupo proviene de la iglesia St Martin-in-the-Fields, de Trafalgar Square, donde la orquesta dio su primer concierto el 13 de noviembre de 1959. En 1988, la ASMF quitó los guiones de su nombre completo. La orquesta incorporó en febrero de 1971 como "ASM (Orquesta) Limited", con Marriner como presidente hasta 1992, cuando Malcolm Latchem sucedió a Marriner. John Heley asumió el cargo en 1994. Marriner ostenta el título de presidente vitalicio con la ASMF.
Las actuaciones iniciales, como orquesta de cuerda en la Iglesia St. Martin-in-the-Fields, jugaron un papel clave en la reactivación de las actuaciones barrocas en Inglaterra. La orquesta se ha ampliado para incluir instrumentos de viento. Se mantiene flexible en el tamaño, cambiando su composición para adaptarse a su repertorio, que abarca desde el barroco hasta las obras contemporáneas.
Neville Marriner continuó tocando solos obbligati y como concertino de la orquesta hasta 1969, y dirigió la orquesta en las grabaciones hasta el otoño de 1970, cuando pasó a dirigir el conjunto desde el podio. En las grabaciones, además de Marriner, Iona Brown y Sillito Kenneth han dirigido a la ASMF. Desde el año 2000, Murray Perahia ha mantenido el título de director principal invitado de la ASMF, y ha realizado grabaciones comerciales con el grupo como pianista y director.
En mayo de 2011, la ASMF anunció el nombramiento de Joshua Bell como su nuevo director musical, la segunda persona que obtuvo el título en la historia del conjunto, a partir de septiembre de 2011, con un contrato inicial de tres años.

## Grabaciones
La primera grabación fue para el sello L'Oiseau-lyre en Conway Hall el 25 de marzo de 1961.
Academy of Saint Martin in the Fields es la orquesta de cámara con mayor número de grabaciones en el mundo, con más de 500 sesiones. Otros sellos que han publicado trabajo suyo son Argo, Capriccio, Chandos Records, Decca, EMI, Hänssler Classic, Philips e Hyperion Records. La orquesta ha grabado bajo el nombre "Argo Orquesta de Cámara", "Londres de cuerda" y "Cadenas de Londres." Ha grabado música para las películas Amadeus (1984), El paciente inglés y la Titanic de 1997. La de Amadeus fue de las más vendidas.
El Coro de la Academy of St. Martin in the Fields fue fundado en 1975 por Laszlo Heltay. Heltay dirigió el coro hasta el 2002, año en el que le sucedió en el cargo Johan Duijck. A menudo puede oírse a este coro en la televisión europea cantando el Himno de la Liga de Campeones de la UEFA.